# Švábův kopec
Švábův kopec är en kulle i Tjeckien.   Den ligger i regionen Vysočina, i den östra delen av landet, 160 km öster om huvudstaden Prag. Toppen på Švábův kopec är 548 meter över havet. Švábův kopec ingår i Žďárské vrchy.
Terrängen runt Švábův kopec är kuperad åt nordväst, men åt sydost är den platt. Runt Švábův kopec är det ganska glesbefolkat, med 31 invånare per kvadratkilometer. Närmaste större samhälle är Bystřice nad Pernštejnem, 9,2 km väster om Švábův kopec. I omgivningarna runt Švábův kopec växer i huvudsak blandskog.